# Heterospathe compsoclada
Heterospathe compsoclada är en enhjärtbladig växtart som först beskrevs av Karl Ewald Maximilian Burret, och fick sitt nu gällande namn av Heatubun. Heterospathe compsoclada ingår i släktet Heterospathe och familjen Arecaceae. Inga underarter finns listade i Catalogue of Life.